# 皆川隆之
皆川 隆之（みながわ たかゆき、1942年3月4日 - ）は、日本の脚本家・映画監督。

## 経歴
東京都世田谷区松原町出身。佼成学園高校三年のとき、八木保太郎に師事してシナリオを学ぶ。1964年、青山学院大学経済学部卒業後演出を志し東映入社。東映京都撮影所に配属され、伊藤大輔、深作欣二、鈴木則文らの助監督に就く。1971年「女番長シリーズ」一作目の『女番長ブルース 牝蜂の逆襲』で脚本が採用され、同シリーズ4本の脚本を担当。
1973年、『狂走セックス族』で監督昇進。31歳の若き新人監督として期待された。1974年の『仁義なき戦い 完結篇』は一部の資料に監督を深作欣二と皆川のダブル・クレジットとするものがある。「B班監督をずいぶんやりました」と皆川は話している。もともと時代劇が好きで東映入りした経緯があり、その後はテレビ時代劇の脚本・演出が増え、4本を演出した松方弘樹主演の『徳川三国志』(NET、75～76年)が吉津正プロデューサーに評価され、テレビ時代劇の演出が増えた。「江戸を斬るシリーズ」（TBS）系や『疾風同心』（東京12チャンネル)など、東映太秦映像製作の時代劇を演出した。1976年に深作らから「皆川にもう一度チャンスをやってくれ」と推薦があり、『くの一忍法 観音開き』を監督。「何でこんな映画を」という思いがあってノリきれず。再び、テレビに戻り、監督作品は二本に終わった。他に吉田隆のペンネームで「水戸黄門」や、「太陽にほえろ!」（日本テレビ)350話「高校時代」などのシナリオを書く。
1982年春、父親がガンになり、「帰ってきてくれ」と言われ、映画界に執着心も強くなく、東映を退社。家業である渋谷の中華料理店「皆楽」を継ぐ。井の頭線の再開発で赤坂に移転し「櫻花亭」を開業。現在は息子が「広東厨房 赤坂 櫻花亭」を継いでいる。

## 逸話
- 「"スケバン"という言葉を造ったのは自分です」と話している[1]。

## 監督

### 映画
- 狂走セックス族 (1973年)
- くの一忍法 観音開き (1976年)

### テレビドラマ
- 徳川三国志(1975～1976年、NET)
- 江戸を斬るシリーズ(1973～1994年、TBS)
- 疾風同心(1978～1979年、東京12チャンネル)
- 雪姫隠密道中記（1980年、TBS系）

## 脚本

### 映画
- 女番長ブルース 牝蜂の逆襲（1971年）
- 女番長ブルース 牝蜂の挑戦（1972年）
- 女番長ゲリラ（1972年）
- 女番長（1973年）
- 学生やくざ（1974年）

### テレビドラマ
- 太陽にほえろ!（日本テレビ）
  - 第350話「高校時代」（1979年4月13日）
- 銭形平次 、フジテレビ
  - 第748話「一日だけの家出」（1980年12月24日）
  - 第815話「悪への惑い」（1982年6月23日）